# 帰ろかな
「帰ろかな」（かえろかな）は、北島三郎の12枚目のシングル。

## 概要
NHKテレビ「夢であいましょう」の「今月の歌」の一つとして作られた。
望郷の念を軽快に歌った曲。ミリオンセラーを記録した。原曲（レコードの音源）では素朴な編曲であるが、1973年以降の紅白など舞台・テレビでは、後に作られた「七つの子」を間奏に組み込んだ重厚なアレンジの伴奏で歌うことが多い。

## 収録曲
（全作詞：永六輔、作曲：中村八大）
1. 帰ろかな
NHK「夢であいましょう」昭和39年12月の歌。
2. 誰も
NHK「夢であいましょう」昭和38年12月の歌。番組では丸山明宏が歌っていた。